# شبگرد (فیلم ۱۹۷۹)
شبگرد (به انگلیسی: Nightwing) یک فیلم ترسناک آمریکایی محصول سال ۱۹۷۹ به کارگردانی آرتور هیلر، فیلمساز کانادایی است. فیلمنامه توسط مارتین کروز اسمیت و استیو شاگان بر اساس رمانی با همین عنوان در سال ۱۹۷۷ نوشته شده‌است. شعار فیلم این است که "روز متعلق به انسان است، اما شب مال آنهاست!" این یکی از بسیاری از تقلید کنندگان فیلم آرواره‌ها در سال ۱۹۷۵ بود. چنین فیلم‌هایی در مورد حیوانات وحشی شده در اواخر دهه ۱۹۷۰ و اوایل دهه ۱۹۸۰ محبوب بودند. فیلم‌های مانند خرس خاکستری (۱۹۷۶)، ارکا (۱۹۷۷)، شاخک‌ها (۱۹۷۷)، گله (۱۹۷۷)، پیرانا (۱۹۷۸)، تمساح (۱۹۸۰) و سفید بزرگ (۱۹۸۱) بودند.